# ثيودوروس غازا
ثيودوروس غازا (1398 - 1475) ( بالإنجليزية: Theodorus Gaza، وباليونانية : Θεόδωρος Γαζῆς)كان واحد من أهم العلماء اليونانيون في القرن الخامس عشر، وكذلك كان المترجم لأعمال أرسطو في العلوم الطبيعية، ومدافع عن حقوق الإنسان. وتم تكريمه بتسميه نبات الغازانيا بهذا الاسم.

## حياته
ولد ثيودوروس غازا لأسرة يونانية مشهورة في سالونيك، مقدونيا القديمة عندما كانت تحت حكم الإمبراطورية البيزنطية. عندما استولى الأتراك على مدينة سالونيك عام 1430 هرب ثيودوروس إلى إيطاليا. الإقامة لمدة ثلاث سنوات في مانتوفا اكسبت ثيودوروس سرعة معرفة اللغة اللاتينية حيث كان يعلمه Vittorino da Feltre أحد المدافعين عن حقوق الإنسان في إيطاليا، وأيضا لأنه كان ينسخ المخطوطات القديمة. كان ثيودوروس يعطي الدروس في اللغة اليونانية، وقد تبوأ سنة 1447 منصب أستاذ للغة اليونانية في جامعة فيرارا، التي كانت آنذاك جامعة حديثة النشأة، ولم تلبث سمعته كأستاذ أن جذبت إلى الجامعة أعدادًا كبيرة من الطلبة من كل أرجاء إيطاليا.

## أعماله
كان يتميز ثيودوروس غازا بترجماته الدقيقة وأسلوبه الفريد، وكرس اهتماما خاصا لترجمة أعمال أرسطو حول العلوم الطبيعية. وكانت ترجماته إلى اللغة اللاتينية عديدة جدا، بما في ذلك:
- Problemata, De partibus animalium and De generatione animalium of Aristotle
- the Historia Plantarum of Theophrastus
- the Problemata of Alexander of Aphrodisias
- the De instruendis aciebus of Aelian
- the De compositione verborum of Dionysius of Halicarnassus
- some of the Homilies of John Chrysostom.